# Хронологија радничког покрета и КПЈ 1922.
| претходна целина: ◄ до 1919. |                              |
| Хронологија радничког покрета и Комунистичке партије Југославије од 1919. до 1929. године 1919. 1920. 1921. 1922. 1923. 1924. 1925. 1926. 1927. 1928. 1929. | следећа целина: 1930—1939. ► |

Хронолошки преглед важнијих догађаја везаних за Раднички покрет Југославије и Комунистичку партију Југославије (КПЈ), као и општа политичка дешавања која су се догодила у Краљевини Срба, Хрвата и Словенаца током 1922. године.
| Јануар Фебруар Март Април Мај Јун Јул Август Септембар Октобар Новембар Децембар |

## 1922. година

### Календар
|            |            |            |            |            |            |            |  |             |             |             |             |             |             |             |  |               |               |               |               |               |               |               |  |             |             |             |             |             |             |             |  |              |              |              |              |              |              |              |  |              |              |              |              |              |              |              |
| Јануар ’22 | Јануар ’22 | Јануар ’22 | Јануар ’22 | Јануар ’22 | Јануар ’22 | Јануар ’22 |  | Фебруар ’22 | Фебруар ’22 | Фебруар ’22 | Фебруар ’22 | Фебруар ’22 | Фебруар ’22 | Фебруар ’22 |  | Март ’22      | Март ’22      | Март ’22      | Март ’22      | Март ’22      | Март ’22      | Март ’22      |  | Април ’22   | Април ’22   | Април ’22   | Април ’22   | Април ’22   | Април ’22   | Април ’22   |  | Мај ’22      | Мај ’22      | Мај ’22      | Мај ’22      | Мај ’22      | Мај ’22      | Мај ’22      |  | Јун ’22      | Јун ’22      | Јун ’22      | Јун ’22      | Јун ’22      | Јун ’22      | Јун ’22      |
| П          | У          | С          | Ч          | П          | С          | Н          |  | П           | У           | С           | Ч           | П           | С           | Н           |  | П             | У             | С             | Ч             | П             | С             | Н             |  | П           | У           | С           | Ч           | П           | С           | Н           |  | П            | У            | С            | Ч            | П            | С            | Н            |  | П            | У            | С            | Ч            | П            | С            | Н            |
|            |            |            |            |            |            | 1          |  |             |             | 1           | 2           | 3           | 4           | 5           |  |               |               | 1             | 2             | 3             | 4             | 5             |  |             |             |             |             |             | 1           | 2           |  | 1            | 2            | 3            | 4            | 5            | 6            | 7            |  |              |              |              | 1            | 2            | 3            | 4            |
| 2          | 3          | 4          | 5          | 6          | 7          | 8          |  | 6           | 7           | 8           | 9           | 10          | 11          | 12          |  | 6             | 7             | 8             | 9             | 10            | 11            | 12            |  | 3           | 4           | 5           | 6           | 7           | 8           | 9           |  | 8            | 9            | 10           | 11           | 12           | 13           | 14           |  | 5            | 6            | 7            | 8            | 9            | 10           | 11           |
| 9          | 10         | 11         | 12         | 13         | 14         | 15         |  | 13          | 14          | 15          | 16          | 17          | 18          | 19          |  | 13            | 14            | 15            | 16            | 17            | 18            | 19            |  | 10          | 11          | 12          | 13          | 14          | 15          | 16          |  | 15           | 16           | 17           | 18           | 19           | 20           | 21           |  | 12           | 13           | 14           | 15           | 16           | 17           | 18           |
| 16         | 17         | 18         | 19         | 20         | 21         | 22         |  | 20          | 21          | 22          | 23          | 24          | 25          | 26          |  | 20            | 21            | 22            | 23            | 24            | 25            | 26            |  | 17          | 18          | 19          | 20          | 21          | 22          | 23          |  | 22           | 23           | 24           | 25           | 26           | 27           | 28           |  | 19           | 20           | 21           | 22           | 23           | 24           | 25           |
| 23         | 24         | 25         | 26         | 27         | 28         | 29         |  | 27          | 28          |             |             |             |             |             |  | 27            | 28            | 29            | 30            | 31            |               |               |  | 24          | 25          | 26          | 27          | 28          | 29          | 30          |  | 29           | 30           | 31           |              |              |              |              |  | 26           | 27           | 28           | 29           | 30           |              |              |
| 30         | 31         |            |            |            |            |            |  |             |             |             |             |             |             |             |  |               |               |               |               |               |               |               |  |             |             |             |             |             |             |             |  |              |              |              |              |              |              |              |  |              |              |              |              |              |              |              |
|            |            |            |            |            |            |            |  |             |             |             |             |             |             |             |  |               |               |               |               |               |               |               |  |             |             |             |             |             |             |             |  |              |              |              |              |              |              |              |  |              |              |              |              |              |              |              |
| Јул ’22    | Јул ’22    | Јул ’22    | Јул ’22    | Јул ’22    | Јул ’22    | Јул ’22    |  | Август ’22  | Август ’22  | Август ’22  | Август ’22  | Август ’22  | Август ’22  | Август ’22  |  | Септембар ’22 | Септембар ’22 | Септембар ’22 | Септембар ’22 | Септембар ’22 | Септембар ’22 | Септембар ’22 |  | Октобар ’22 | Октобар ’22 | Октобар ’22 | Октобар ’22 | Октобар ’22 | Октобар ’22 | Октобар ’22 |  | Новембар ’22 | Новембар ’22 | Новембар ’22 | Новембар ’22 | Новембар ’22 | Новембар ’22 | Новембар ’22 |  | Децембар ’22 | Децембар ’22 | Децембар ’22 | Децембар ’22 | Децембар ’22 | Децембар ’22 | Децембар ’22 |
| П          | У          | С          | Ч          | П          | С          | Н          |  | П           | У           | С           | Ч           | П           | С           | Н           |  | П             | У             | С             | Ч             | П             | С             | Н             |  | П           | У           | С           | Ч           | П           | С           | Н           |  | П            | У            | С            | Ч            | П            | С            | Н            |  | П            | У            | С            | Ч            | П            | С            | Н            |
|            |            |            |            |            | 1          | 2          |  |             | 1           | 2           | 3           | 4           | 5           | 6           |  |               |               |               |               | 1             | 2             | 3             |  |             |             |             |             |             |             | 1           |  |              |              | 1            | 2            | 3            | 4            | 5            |  |              |              |              |              | 1            | 2            | 3            |
| 3          | 4          | 5          | 6          | 7          | 8          | 9          |  | 7           | 8           | 9           | 10          | 11          | 12          | 13          |  | 4             | 5             | 6             | 7             | 8             | 9             | 10            |  | 2           | 3           | 4           | 5           | 6           | 7           | 8           |  | 6            | 7            | 8            | 9            | 10           | 11           | 12           |  | 4            | 5            | 6            | 7            | 8            | 9            | 10           |
| 10         | 11         | 12         | 13         | 14         | 15         | 16         |  | 14          | 15          | 16          | 17          | 18          | 19          | 20          |  | 11            | 12            | 13            | 14            | 15            | 16            | 17            |  | 9           | 10          | 11          | 12          | 13          | 14          | 15          |  | 13           | 14           | 15           | 16           | 17           | 18           | 19           |  | 11           | 12           | 13           | 14           | 15           | 16           | 17           |
| 17         | 18         | 19         | 20         | 21         | 22         | 23         |  | 21          | 22          | 23          | 24          | 25          | 26          | 27          |  | 18            | 19            | 20            | 21            | 22            | 23            | 24            |  | 16          | 17          | 18          | 19          | 20          | 21          | 22          |  | 20           | 21           | 22           | 23           | 24           | 25           | 26           |  | 18           | 19           | 20           | 21           | 22           | 23           | 24           |
| 24         | 25         | 26         | 27         | 28         | 29         | 30         |  | 28          | 29          | 30          | 31          |             |             |             |  | 25            | 26            | 27            | 28            | 29            | 30            |               |  | 23          | 24          | 25          | 26          | 27          | 28          | 29          |  | 27           | 28           | 29           | 30           |              |              |              |  | 25           | 26           | 27           | 28           | 29           | 30           | 31           |
| 31         |            |            |            |            |            |            |  |             |             |             |             |             |             |             |  |               |               |               |               |               |               |               |  | 30          | 31          |             |             |             |             |             |  |              |              |              |              |              |              |              |  |              |              |              |              |              |              |              |
|            |            |            |            |            |            |            |  |             |             |             |             |             |             |             |  |               |               |               |               |               |               |               |  |             |             |             |             |             |             |             |  |              |              |              |              |              |              |              |  |              |              |              |              |              |              |              |

## Догађаји
| Јануар Фебруар Март Април Мај Јун Јул Август Септембар Октобар Новембар Децембар |

### Јануар

#### 7. јануар
- У Београду 7. и 8. јануара одржана Земаљска конференција представника свих реформистичких синдиката Југославије, којој је присуствовало 65 делегата и на којој су се Главни раднички савез Србије из Београда, Главни раднички савез Босне и Херцеговине из Сарајева, Опћи раднички савет за Хрватску и Славонију из Загреба, Опћи раднички савет за Босну и Херцеговину из Сарајева и Струковна комисија Словенија из Љубљане ујединили у Главни раднички савез Југославије (ГРСЈ). Овом уједињењу претходиле су дуге организационе и идејне припреме и оштра борба између центрумаша и десних социјалиста за првенство и власт у југословенском социјалреформистичком покрету. На Конференцији је усвојена „Резолуција о уједињењу“, која је предвиђала учлањење ГРСЈ у Амстердамску синдикалну интернационалу, као и Привремена правила ГРСЈ. Такође је и изабрано руководство ГРСЈ са средиштем у Београду.[1]

#### 8. јануар
- У Загребу одржана Оснивачка конференција Међусавезног сндикалног одбора за Хрватску и Славонију, уз учешће 41 делегата — представника организација транспортних и саобраћајних радника и службеника, грађевинских, дрводељских, кожарско-прерађивачких, живежарских, металских, монополских, каванских, шивачко-одјевних и графичких радника. На Конференцији је донесен Правилник и изабран Извршни одбор (1923. је променио назив у Одбор Независних синдиката за Хрватску и Славонију и све до забране његовог деловања 1929. године имао је водећу улогу у организовању радничких акција и штрајкова).[1]

#### 11. јануар
- У Тузли од 11. новембра до 16. фебруара вођен судски процес против 20 учесника (тужилац је првобитно подигао оптужницу против 350 лица) генералног штрајка рудара познатог као „Хусинска буна“. На овом процесу је Јуро Керошевић (1900) из Хусина, који је био оптужен за убиство жандарама, осуђен на смрт (после капмање, који је предводила илегална КПЈ и великог притиска јавности, 4. децембра смртна казна му је замењена за 20 година затвора). Међу осуђенима на временске казне у овом процесу су били — Осман Ђуловић (1893) из Босанског Петровца, осуђен на 15 месеци тешког затвора; Карло Железник (1880) из Загорја на Сави, осуђен на годину дана тешког затвора; Симо Топаловић (1897), на 15 месеци затвора; Фрањо Марић (1882), из Хусина и Мијо Томић (1892) из Љубаца, на годину дана затвора; Иван Брацун (1882) из Копривнице, код Брежица и Марко Фидлер (1884) из Местиније, код Цеља на десет месеци затвора и др.[1]

#### 25. јануар
- У Београду од 25. јануара до 23. фебруара вођен судски процес тзв „Видовдански процес“ — против 33 оптужена комуниста, због атентата на краља Александра, 28. јуна 1921. године. Међу оптуженима су били и бивши народни посланици КПЈ, који нису имали никакве везе са атентатом, јер је он изведен у самосталној замисли Спасоја Стејића, који је овом процесу осуђен на смрт (ова казна му је касније замењена са 20 година робије). Поред Стејића, осуђени су били — Лајош Чаки на 20, Сава Николић на 4, Шимон Паликаш и бивши поласници КПЈ на по 2 године. Међу осуђеним посланицима КПЈ, били су — Никола Ковачевић, Владимир Ћопић, Филип Филиповић, Милош Требињац, Владимир Мирић, Драгомир Марјановић, Лазар Стефановић, Иван Чоловић, Живота Милојковић и Ђуро Салај (пошто су у време суђења Сима Марковић и Павле Павловић били ван земље, њима је суђено накнадно — Марковићу у децембру, а Павловићу тек јуна 1924). Оптужене комунисте на процесу су бранили адвокати — Триша Кацлеровић, Рајко Јовановић, Драгиша Васић, Милорад Пантовић и др.

### Фебруар

#### 3. фебруар
- У Сарајеву покренут лист „Радничко јединство“, орган Међусавезног синдикалног одбора за Босну и Херцеговину. Лист је излазио до 15. јуна 1923. године и до тада је изашао 61 број. Излазио је у тиражу од око 2.000 примерака и поред територије Босне и Херцеговине, лист је растуран и међу радништвом на територији: Славоније, Хрватске, Далмације и Србије. Одговорни уредник листа био је Данило Поњарац, а један од чланова редкције био је и Ђуро Ђаковић.[2]

#### 19. фебруар
- У Загребу покренут лист „Борба“. Лист је као „независни политички и друштвени лист“ покренула група комуниста и излазио је једном недељно. Као легално марксистичко гласило лист је од стране власти више пута забрањиван и заплењиван, па је због тога више пута мењао званични назив — „Борба, независни политички и друштвени лист“; „Борба, орган Независне радничке партије Југославије“; „Радничка борба“ и „Борба, радничко-сељачке новине“. Дефинитивни крај изласка Борбе, у овом периоду, наступио је шестојануарском диктатуром 1929. године. Лист је поново покренут у току Народноослободилачког рата, 19. октобра 1941. године у ослобођеном Ужицу. У предратном периоду у „Борби“ су између осталих као уредници учествовали — Златко Шнајдер, Владимир Чопић, Иван Крндељ, Огњен Прица, Јосип Краш, Веселин Маслеша, Маријан Стилиновић и др.

#### 28. фебруар
- Влада Краљевине СХС усвојила „Закон о заштити радника“, који је на снагу ступио 14. јуна исте године. Овим законом регулисана су радничка права (више у корист послодаваца) — радно време, хигијенско-технички услови рада, право синдикалног организовања, избор и деловање радничких повереника и радничких комора и др. У складу са овим законом основане су и Државне берзе рада, које су биле самосталне установе са задатком да регулишу однос између понуде и потражње радне снаге, запошљавају раднике и пружају помоћ незапосленима. Поред месних берзи рада, које су биле основане у свим привредно развијеним местима, основана је и Средишна берза рада, са седиштем у Београду и она је била помоћни орган Министарства социјалне политике.[2]

| Јануар Фебруар Март Април Мај Јун Јул Август Септембар Октобар Новембар Децембар |

### Март

#### 8. март
- У Загребу извршена смртна казна вешањем над Алијом Алијагићем (1896—1922), чланом КПЈ и организације „Црвена правда“, који је 21. јула 1921. у Делницама убио Милорада Драшковића, министра унутрашњих послова Краљевине СХС и једног од твораца „Обзнане“. Он је истог дана сахрањен на гробљу Мирогој (касније су његови посмртни остаци пренети у село Турију, код Бихаћа), а сахрани је поред његовог брата Мухарема, присуствовао и велики број омладине. Током вечери је дошло до сукоба комуниста-демонстраната који су певајући револуционарне песме протестовали против Алијагићевог убиства и том приликом је ухапшено троје демонстраната.

#### 19. март
- У Сплиту одржана Оснивачка конференција Међусавезног синдикалног савеза за Далмацију, на којој је донет Правилник и изабрано руководство.[3]

### Април

#### 1. април
- У Београду отпочео штрајк млинарских и пекарских радника на којем су радници тражили увођење осмочасовног радног времена и повећање надница за 50%. После 17 дана штрајка, послодавци су усвојили тражено рдано време и повећање надница за 20%.[3]

#### 26. април
- Влада Краљевине СХС донела „Уредбу о подели земље на области“, којом је Краљевина СХС подељена на 33 административне области. Предлог „Закона о подели државе на области“ изнет је пред Народну скупштину још октобра 1921. године, али је тамо наишао на оштар отпор „Хрватског блока“ (ХРСС, ХСП и ХЗ), па је стога Влада Николе Пашића била принуђена да земљу подели на основу Уредбе. Ова подела је настала по географском, социјалном, економском, али и етничком и историјском начелу, а њом је данашња Србија била подељена на 18, Босна и Херцеговина на 6, Хрватска на 4, Македонија на 3, Словенија на 2, а Црна Гора се нашла у једној области. Центри области су били — Бањалука, Београд, Битољ, Бихаћ, Ваљево, Врање, Вуковар, Дубровник, Загреб, Зајечар, Карловац, Крагујевац, Крушевац, Љубљана, Марибор, Мостар, Ниш, Нови Сад, Осијек, Пожаревац, Приштина, Сарајево, Скопље, Смедерево, Сплит, Травник, Тузла, Ћуприја, Ужице, Цетиње, Чачак, Шабац и Штип. Областима су владали велики жупани које је постављала Влада (ова подела земље трајала је све до 1929. када је земља подељена на бановине).

### Мај

#### 1. мај
- Широм Југославије, уз забрану власти прослављен 1. мај — Празник рада. У Београду је првомајска прослава изведена у Кошутњаку уз учешће преко 4.000 радника (требало је да се одржи испред кафане „Таково“, али је забранила полиција). У Загреб је првомајска прослава одржана у биоскопу „Метропол“ и просторијама Пиваре, али уз присуство полиције. У Љубљани је одржана заједничка манифестација радничких странака и група, на којој су учествовали комунисти и социјалисти. Првомајске прославе одржане су и у Сарајеву (уз учешће око 2.000 радника), Тузли, Травнику, Дрвару, Нишу, Краљеву, Ваљеву, Чачку и Земуну.[3]

#### 7. мај
- У Загребу, у згради Типографског дома одржан Прв конгрес Савеза графичких радника Југославије. Од овог Конгреса је радничка јавност очекивала да се Савез графичара одлучи да ли ће приступити прокомунистичком Међусавезном синдикалном одбору или реформистичком Главном радничком савезу Југославије. Међутим, Савез графичара је на Конгресу донео одлуку о својој неутралности и чланству у стручној интернационали графичара (Савез је током читавог међуратног периода остао неутралан, иако су многе његове подружнице сарађивале са организацијама КПЈ).[4]

#### 14. мај
- Влада Краљевине СХС усвојила је „Закон о осигурању радника“, који је ступио на снагу 30. маја исте године. Овај Закон био је допуњена „Уредбе о осигурању радника за случај болести и несреће на послу“, која је донета 27. јуна 1921. године. Као допуна ове Уредбе, нашле су се одредбе о осигурању у случају изнемоглости, страости и смрти, с тим што су ове одредбе ступиле на снагу тек у јулу 1925. године. Осигурање радника обављали су Окружни уреди за осигурање радника, којима је руководио Средишни уред за осигурање радника у Загребу (рудари и железничари су били посебно осигурани).[4]

#### 29. мај
- На Загребачком свеучилишту, група либералних студената и група студената комуниста основале Галилејев клуб „Ипак се окреће“ (итал. Eppur is muove). Овај клуб, који се у основи бавио проблемима социологије, је временом постао замена за „Обзнаном“ распуштени Клуб студената комуниста и легално се бавио пропагирањем ставова КПЈ и СКОЈ-а међу студентском и радничком омладином. Почетком 1923. године је био забрањен од полиције, али је убрзо потом основан нови студентски клуб — Клуб студената марксиста, који је био иста организација само са новим називом и мало другачијим друштвеним правилима. Овај нови студентски клуб постојао је све до увођења „шестојануарске диктатуре“, 1929. године.[4]

| Јануар Фебруар Март Април Мај Јун Јул Август Септембар Октобар Новембар Децембар |

### Јун

#### 15. јун
- У Софији (Краљевина Бугарска), од 15. до 18. јуна, одржана Четврта конференција Балканске комунистичке федерације, којој су присуствовали делегати четири балканске комунистичке партије - КП Југославије, КП Румуније, КП Бугарске и КП Грчке, као и представници КП Аустрије, као гости. На овој конференцији се расправљало „о националној борби мањина за ослобођење и уједињење“, што је било у складу са одлукама Коминтерне. Током ове расправе дошло је до сукоба између делегата КПЈ и КПБ око питања Македоније - КПЈ се одлучно противила деловању КПБ у Македонији, док је КПБ оптуживала КПЈ да је неспособна за рад у Македонији.[4]

#### 19. јун
- У Софији, од 19. до 21. јуна, одржан Оснивачки конгрес Балканске комунистичке омладинске федерације, којој су присуствовали делегати омладинских организација само две балканске комунистичке партије — КП Румуније (Савез комунистичке омладине) и КП Бугарске (Бугарски комунистички омладински савез). На Конгресу нису учествовали представници омладинских организација КП Грчке (омладинска организација формирана је тек у новембру) и КП Југославије (СКОЈ се налазио у веома тешком стању после доношења „Обзнане“). У име Савеза комунистичке омладине Југославије (СКОЈ) Конгресу је присуствовао делегат КПЈ, који се у Софији налазио на Четвртој конференцији Балканске комунистичке федерације.[4]

### Јул

#### 3. јул
- У Бечу (Аустрија), од 3. до 17. јула, одржана Прва земаљска конференција КПЈ. Конференцији је присуствовало 22 делегата из скоро свих крајева Југославије (осим из Војводине, Далмације и Црне Горе). На Конференцији је дошло до сукоба између два руководећа центра Партије — „Заменичког одбора“ (који се налазио у земљи) и „Заграничног одбора“ (који се налазио у Бечу). Тада је дошло до формирања две фракције — „десне“ и „леве“. „Десну фракцију“ је предводио др Сима Марковић и чланови руководства, који су били у иностранству, док су „леву фракцију“ предводили Триша Кацлеровић, Коста Новаковић, Павле Павловић и други кадрови, који су се налазили у земљи. Победу на Конференцији однела је „десна фракција“, што је утицало да њени чланови добију превласт у новоформираном Централном партијском већу.[5][6]

#### 5. јул
- У Сарајеву, од 5. до 8. јула, пред Окружним судом, вођен судски процес против Ђуре Ђаковића, бившег народног посланика са листе КПЈ. Он је по Закону о заштити државе, осуђен на десет месеци затвора, због комунистичке агитацију у периоду после доношења „Обзнане“, дељења летака комунистичког садржаја и илегалног прелажења границе приликом путовања у Москву.[6]

#### 9. јул
- У Београду, у башти хотела „Таково“ одржан је, на позив Међусавезног синдикалног одбора, велики протестни митинг на којем је осуђено насиље полиције над радницима, прогон и гажење радничких права и тражена амнестија за осуђене рударске раднике на челу са Јуром Керошевићем.[6]

| Јануар Фебруар Март Април Мај Јун Јул Август Септембар Октобар Новембар Децембар |

### Август

#### 4. август
- У Београду отпочео штрајк 456 радника Бродарске радионице. Борба мирним путем, ових радника за повећање зарада отпочела је у јуну, али пошто нису наишли на разумевање својих послодаваца одлучили су се на штрајк. После седам дана штрајка успели су да остваре повећање надница и додатка на скупоћу.[7]

#### 20. август
- У Љубљани, од 20. до 23. августа, одржана Прва земаљска конференција Савеза комунистичке омладине Југославије (СКОЈ), којој је присуствовало 17 делегата и један представник Извршног одбора КПЈ. На Конференцији је донета одлука да се активније ради на обнови скојевских организација и да се што више ради на легализацији ових организација. Ова Конференција је имала велики значај на изградњу илегалних скојевских организација, као и легалних просветно-борбених организација. Легализован је лист „Млади радник“. Такође, на Конференцији је усвојена сугестија Комунистичке омладинске интернационале да се спроводи тактика јединственог фронта са другим радничким и левичарским организацијама. На Конференцији је био потврђен избор Драгољуба Милановића за секретара Централне управе СКОЈ-а, кога је Централно партијско веће КПЈ децембра 1921. именовало на ову функцију. После ове конференције Централна управа СКОЈ-а је почела да ради на остваривању новог курса и проналажењу нових форми легалног рада. Због значаја ове Конференције, она се често назива и као „Љубљански конгрес СКОЈ-а”.[8][7]

#### 23. август
- Основан Савез радничке омладине Југославије (СРОЈ) који је био легална организација СКОЈ-а и који је кроз форму културне, просветне, спортске и друге активности утицао на васпитавање омладине у револуционарном духу. Одлука о основању СРОЈ-а донета је на Првој конференцији СКОЈ-а и потом је Акциони одбор за оснивање СРОЈ-а упутио позив свим члановима СКОЈ-а да у свом месту оснују месне организације СРОЈ-а. До краја 1922. године формирани су месни одбори у Београду, Ваљеву, Шапцу, Крушевцу, Чачку, Нишу и Славонском Броду, а у СРОЈ је ушао Савез младих радника у Босни, који је имао одборе у Сарајеву, Зеници и Дервенти, као и организација „Искра“ у Словенији.[7]

### Септембар

#### 3. септембар
- У Београду на основу одлуке донете на Првој конференцији СКОЈ-а покренут лист „Млади радник“. Он је најпре био додатак листа „Организовани радник“, а од 5. октобра је почео да излази као засебан месечни лист који је био орган Савеза радничке омладине Југославије. Лист је излазио до фебруара 1924. године.[7]

#### 11. септембар
- У Параћину, од 11. до 14. септембра, у Првој српској фабрици стакла избио штрајк свих запослених, у коме је тражено очување раније договорених плата и услова рада.[7]

#### 17. септембар
- У Београду покренут дневни лист „Раднички дневник“ (до 15. октобра је излазио под називом „Београдски дневник“). Овај лист су у септембру у име Централног извршног одбора КПЈ купили Моша Пијаде и Рајко Јовановић. Задатак листа је био да код радника популише идеју стварања легалне партије, преко које би могла да делује илегална КПЈ. Лист су уређивали Триша Кацлеровић, Милорад Барајевић, Моша Пијаде и Рајко Јовановић. Због честих полицијских забрана, које су му наносиле велике финансијске губитке лист је обустављен 19. новембра.[7]

#### 19. септембар
- На планини Стол, у Словенији, приликом илегалног преласка аустријско-југословенске границе погинуо Драгољуб Миловановић (1902—1922), секретар Централне управе Савеза комунистичке омладине Југославије (СКОЈ). Он се том приликом илегално враћао из Беча, где је као делегат СКОЈ-а учествовао на састанцима у Секретеријату Балканске комунистичке омладинске федерације.

#### 23. септембар
- У Марибору ухапшен Сима Марковић, члан Централног партијског већа КПЈ и бивши народни посланик. Он је био ухапшен у возу, приликом преласка аустријско-југословенске границе, са лажним пасошем. Марковић је почетком 1921. године отишао у Совјетски Савеза, а потом је живео у Бечу. Био један од оптужених на Видовданском процесу (одржан током јануара и фебруара), а суђено му је у децембра, када је био осуђен на две године (као и остали народни посланици КПЈ, који су били суђени на „Видовданском процесу“).

#### 30. септембар
- У Београду Министарство правде обавестило Врховни суд да је Министарски савет Краљевине СХС сагласан са извршењем смртне казне вешањем над осуђеним рударом Јуром Керошевићем, који је осуђен на смрт 16. фебруара у Тузли (због притиска јавности није дошло до извршења ове смртне казне, а казна му је 4. децембра преиначена у 20 година затвора).

| Јануар Фебруар Март Април Мај Јун Јул Август Септембар Октобар Новембар Децембар |

### Октобар

#### 1. октобар
- У Београду у башти хотела „Таково“ одржан велики збор радника и сиротиње против скупоће. Скуп су сазвали Међусавезни синдикални одбор Југославије, Удружење ратних инвалида, Савез банкарских, трговинских и индустријских чиновника, Удружење кирајџија и београдска подружница Савеза графичара. На збору усвојена Резолуција против скупоће и осуђен је Главни раднички савез Југославије због одбијања да учествује у заједничкој акцији.[9]

#### 23. октобар
- У Љубљани почео да излази лист „Струковна борба“ (словен. Strokovna borba), орган Независних синдиката. Лист је излазио до 17. јуна 1924. године, а уређивали су га Иван Базник и Хинко Павлич.[9]

#### 24. октобар
- У Београду у хали хотела „Славија“ одржан протестни збор против потврде смртне казне рудару Јури Керошевићу. Протест је организовао Међусавезни синдикални одбор, који је своје делегације послао код председника Владе Николе Пашића и министра правде Лазара Марковића са протестом против изрицања смртне казне, али су ови одбили да их приме. Истог дана одржан је и скуп београдских студената који је захтевао да се смртна казна Ђури Керошевићу замени временском.[9]

#### 26. октобар
- У Љубљани основан Савез радног народа, који је био коалиција — комуниста, социјалистичке фракције око листа „Зора“ и Радничког свеза, који је био огранак Словеначке народне странке. Настао је пред општинске изборе 3. децембра. Чланице Савеза су се споразумела око заједничког комуналног програма, који су предложили комунисти, али су властима постављени захтеви за свестраним самоодлучивањем народа, борбом против Закона о заштити државе и др. Савез је победио на локалним изборима и освојио половину свих одборника у љубљанском општинском већу. Постојао је све до децембра 1923. године, када је група комунистичких одборника формирала свој клуб НДСЈ (Независна радничка партија Југославије). Политика Савеза радног народа је у суштини била слична каснијој политици народног фронта.[9]

#### 29. октобар
- У Београду одржана Скупштина радничке уметничке рупе „Абрашевић“ на којој је одлучено да се успостави боља сарадња са Међусиндикалним синдикалним одбором.[9]
- У Београду одржан протест око 3.000 инвалида због нехата власти према решавању њиховог инвалидског питања.[9]

### Новембар

#### 5. новембар
- У Москви (Руска СФСР), од 5. новембра до 5. децембра, одржан Четврти конгрес Комунистичке интернационале (Коминтерне). На Конгресу је усвојена теза о „Јединственом фронту радничке класе“, коју је прво била донета на Пленуму у децембру 1921. године. Ова теза је предвиђала укуључивање ширих слојева друштва, посебно сељака у фронт радничке класе. Такође на Конгресу је донет предлог да се из комунистичких партија искључе представници малограђанско-интелектуалних и масонских организација. Током Конгреса образована је и посебна комисија која је дискутовала о сукобима у КПЈ и саопштила да је већина спорова настала на основу личних сукоба, због чега је осудила и леву и десну фракцију. У току Конгреса, 30. новембра, упућен је позив пролетаријату свих земаља да подржи борбу југословенског пролетаријата за помиловање рудара Јуре Керошевића, који је био осуђен на смртну казну.[10]

#### 6. новембар
- У Београду Акциони одбор студената Београдског универзитета одржао протестни збор, ком је присуствовало око 500 студената. На протесту је осуђен незаконит поступак ректора овог Универзитета Богдана Гавриловића, који је 5. новембра забранио одржавање протестног збора студента против осуде на смрт рудара Јуре Керошевића и донета одлука о дводневном протестном штрајку студената. Са истим циљем — протест против смртне казне рудару Јури Керошевићу, током новембра су одржани протести у Чачку, Крушевцу, Пироту и другим местима.[10]

#### 19. новембар
- У Москви од 19. новембрa до 2. децембрa одржан Други конгрес Црвене синдикалне интернационале (Профинтерне).

#### 26. новембар
- У Београду КПЈ покренула недељни лист „Радник“, који је од марта 1923. године био орган Независне радничке партије Југославије (НРПЈ). Одиграо је значајну улогу током оснивања НРПЈ, а касније је повремено излазио и више пута недељно. После забране рада НРПЈ, јула 1924. године је био привремено обустављен. Обновљен је у августу исте године, али у Земуну. Дефинитивно је престао да излази октобра 1924. године, после изадтих 142 броја. У листу су сарађивали и били „званични“ уредници - Мехемд Жуњић, Лазар Јанчић, Фрањо Ранцигер, Гавра Предојевић, Драгутин Рајковић и Пера Марковић. Незванични илегални уредници овог листа били су Моша Пијаде, од оснивања до маја 1923; Василије Срзентић, од маја до јануара 1924. и Коста Новаковић, од јануара 1924. до гашења листа.[10]

### Децембар

#### 2. децембар
- У Београду, на Позоришном тргу (данас Трг Републике) одржан протестни збор око 3.000 ратних инвалида на коме су захтевали побољшање свог материјалног и социјалног положаја.

#### 4. децембар
- У Београду краљ Александар Карађорђевић (под притиском јавности) донео Указ о помиловању рудара Јуре Керошевића којим му је смртна казна замењена временском у трајању од 20 година. Керошевић је 22. децембра упућен у затвор у Зеници на издржавање казне. У затвору је остао до 1937. године, укупно провевши у затвору 17 година и три месеца.
- У Москви од 4. до 12. децембра одржан Трећи конгрес Комунистичке омладинске интернационале, на коме је донета одлука да се оснивају масовне омладинске организације.[10]

#### 10. децембар
- На Београдском универзитету одржан збор поводом одласка делегата на Свесловенски студентски конгрес у Прагу. Током збора је дошло до туче између студената марксиста и националиста.

#### 12. децембар
- У Београду Варошки суд осудио на две године затвора Симу Марковића, члана Централног партијског већа КПЈ и бившег народног посланика (суђено му је накнадно, пошто је био одсутан у време одржавања „Видовданског процеса“, одржаном у јануару, на коме је осуђена већина високих функционера и народних посланика КПЈ). Марковић је био ухапшен у септембру у Марибору, при покушају да илегално уђе у земљу са лажним пасошем.

#### 16. децембар
- Извршена реконструкција Влада Краљевине СХС. На челу Владе је остао Никола Пашић, председник Народне радикалне странке, а из Владе су искључени чланови Демократске странке предвођени Светозаром Прибићевићем. (ова Влада је била мањинска и убрзо по њеном формирању су били расписани парламентарни избори, заказани за март 1923).

#### 18. децембар
- У Славонском Броду радници Фабрике вагона отпочели штрајк, јер је пословодство фабрике на њихове захтеве за бољим условима реаговало отпуштањем 750 радника. Штрајк је трајао до 31. јануара 1923. године, када је несуспешно завршен. Штрајкачке редове су доста ослабили социјалисти, који су били чланови продржавног Главног радничког савеза.[10]

#### 22. децембар
- У Београду од 22. до 24. децембра одржан Пленум Централног партијског већа на коме је, у складу са одлукама Прве земаљске конференције КПЈ (одржане у јулу), донета одлука да се формира Независна радничка партија Југославије (НРПЈ) — легална партија која би неометано могла да учествује у политичком животу. Тада је донет Статут и Програм партије, а оснивачка седница је одржана 13. јануара 1923. године.

#### 30. децембар
- У Москви (Совјетски Савез) Свесавезни конгрес совјета усвојио „Уговор“ и „Деклерацију о оснивању СССР“ на основу које је дошло до уједињења Руске Социјалистичке Федеративне Совјетске Републике (РСФСР), Украјинске Социјалистичке Совјетске Републике (УССР), Белоруске Социјалистичке Совјетске Републике (БССР) и Транскавкаске Социјалистичке Федеративне Совјетске Републике (ТСФСР) и стварања Савеза Совјетских Социјалистичких Република (СССР). (СССР је касније имао 15 република и постојао је све до децембра 1991, када је договором дошло до осамостаљења његових република).

| Јануар Фебруар Март Април Мај Јун Јул Август Септембар Октобар Новембар Децембар |